# HD 13724
HD 13724 è una stella simile al Sole nella costellazione della Fenice, distante 142 anni luce dal sistema solare. Attorno a essa orbita una nana bruna, avente una massa di circa 50 volte quella di Giove.

## Caratteristiche
HD 13724 è una nana gialla leggermente più grande e massiccia del Sole, con massa e raggio che sono rispettivamente del 14% e del 7% maggiori di quelli del Sole, mentre la sua temperatura superficiale è simile a quella solare. Pare più giovane del Sole, con un'età inferiore ai 2 miliardi di anni, e anche il suo periodo di rotazione, di circa 20 giorni, è inferiore a quello del Sole, appare più ricca di metalli, con una percentuale del 70% in più rispetto all'abbondanza di elementi pesanti presenti nella nostra stella.

### Nana bruna
Nel 2019 è stato scoperto un oggetto molto più massiccio di Giove in orbita attorno a essa, classificabile come nana bruna, HD 13724 B. Scoperta con il metodo della velocità radiale, il suo spettro è stato poi analizzato tramite immagine diretta con lo strumento SPHERE del Very Large Telescope. Orbita attorno alla stella in circa 123 anni, a una distanza media di 26,3 UA su un'orbita altamente eccentrica (e=0,63), e la stima della sua massa è risultata essere di 50,5±3,3 MJ.
HD 13724 B, la cui temperatura superficiale è attorno ai 1000 K, è la classica "stella mancata"; nonostante un corpo oltre le 13 MJ sia in grado di generare energia per un periodo relativamente breve dopo la sua formazione, fondendo deuterio (idrogeno-2), la sua massa è del 50% inferiore a quella necessaria per avere una pressione tale nel nucleo in grado di innescare la fusione dell'idrogeno-1 in elio, necessaria perché un corpo celeste possa brillare di luce propria per lunghi periodi di tempo. 
| Pianeta | Tipo       | Massa       | Raggio | Periodo orb. | Sem. maggiore    | Eccentricità | Incl. orbita | Scoperta |
| ------- | ---------- | ----------- | ------ | ------------ | ---------------- | ------------ | ------------ | -------- |
| B       | Nana bruna | 50,5±3,3 MJ | -      | 123 anni     | 26,3+2,6 −0,9 UA | 0,63         | 58,6°        | 2019     |